# 協立エアテック
協立エアテック株式会社（きょうりつエアテック）は、福岡県糟屋郡篠栗町に本社を置くビル用空調ユニットなどを製造、販売するメーカーである。

## 沿革
- 1967年6月 - 協立工業所創業。
- 1971年2月 - 株式会社協立工業所設立。
- 1975年12月 - 社名を株式会社協立に変更。
- 1990年1月 - 現社名に変更。
- 1993年6月 - 株式を店頭公開（現在のジャスダック）。